# Centrumpartij (Nederland)

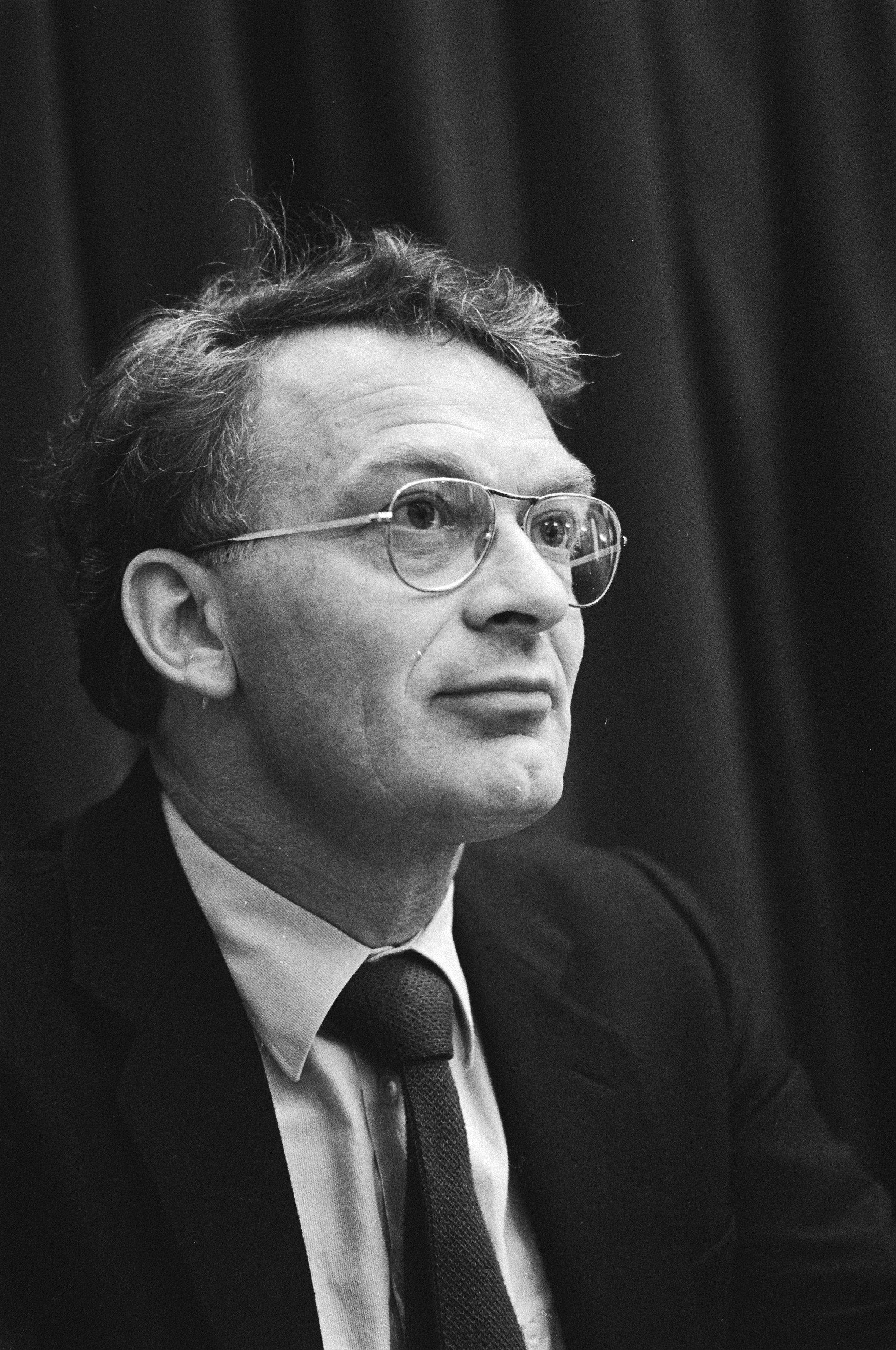
Hans Janmaat, politiek leider van de Centrumpartij

De Centrumpartij (afgekort: CP) was een Nederlandse extreemrechtse nationalistische politieke partij. De partij bestond van 1980 tot 1986, waarna zij verder ging als Centrumpartij '86.

## Oprichting
In 1980 wordt de Centrumpartij (CP) opgericht als afsplitsing van de Nederlandse Volks-Unie (NVU). De oprichting van de Centrumpartij is voornamelijk het werk geweest van Henry Brookman, destijds docent geschiedenis der natuurwetenschappen aan de Vrije Universiteit Amsterdam. De partij presenteerde zich als "niet rechts, niet links", omdat zij enerzijds een anti-immigratiepartij was die enige vormen van directe democratie voorstond, en anderzijds een milieuvriendelijke partij die het sociaal-economische Rijnlandse model onderschreef blijkens het partijprogramma van de Centrumpartij 1981 onder het caput "Een eerlijke boterham" en haar milieubeleid onder het caput "Een leefbaar milieu".
Eerder, eind 1979 had Brookman al eens samen met enige anderen een partij, Nationale Centrum Partij (NCP) geheten, opgericht. Leden van die partij overvielen echter in februari 1980 een aantal Marokkanen die in de Mozes- en Aäronkerk in Amsterdam een hongerstaking hielden tegen hun dreigende uitzetting. Om deze controversiële personen uit de partij te bannen en de partij niet met een onmogelijke last op te zadelen bij de naderende Tweede Kamerverkiezingen van 1981, besloot Brookman de NCP op te heffen en meteen een nieuwe partij te stichten.
Op 11 maart 1980 richtte Brookman de Centrumpartij op. In mei werd het nieuwe partijbestuur verkozen met als voorzitter Henry Brookman en als secretaris Hans Janmaat. Van de aanvang af lag de partij regelmatig onder vuur van extreemlinkse actiegroepen.

## Beginjaren

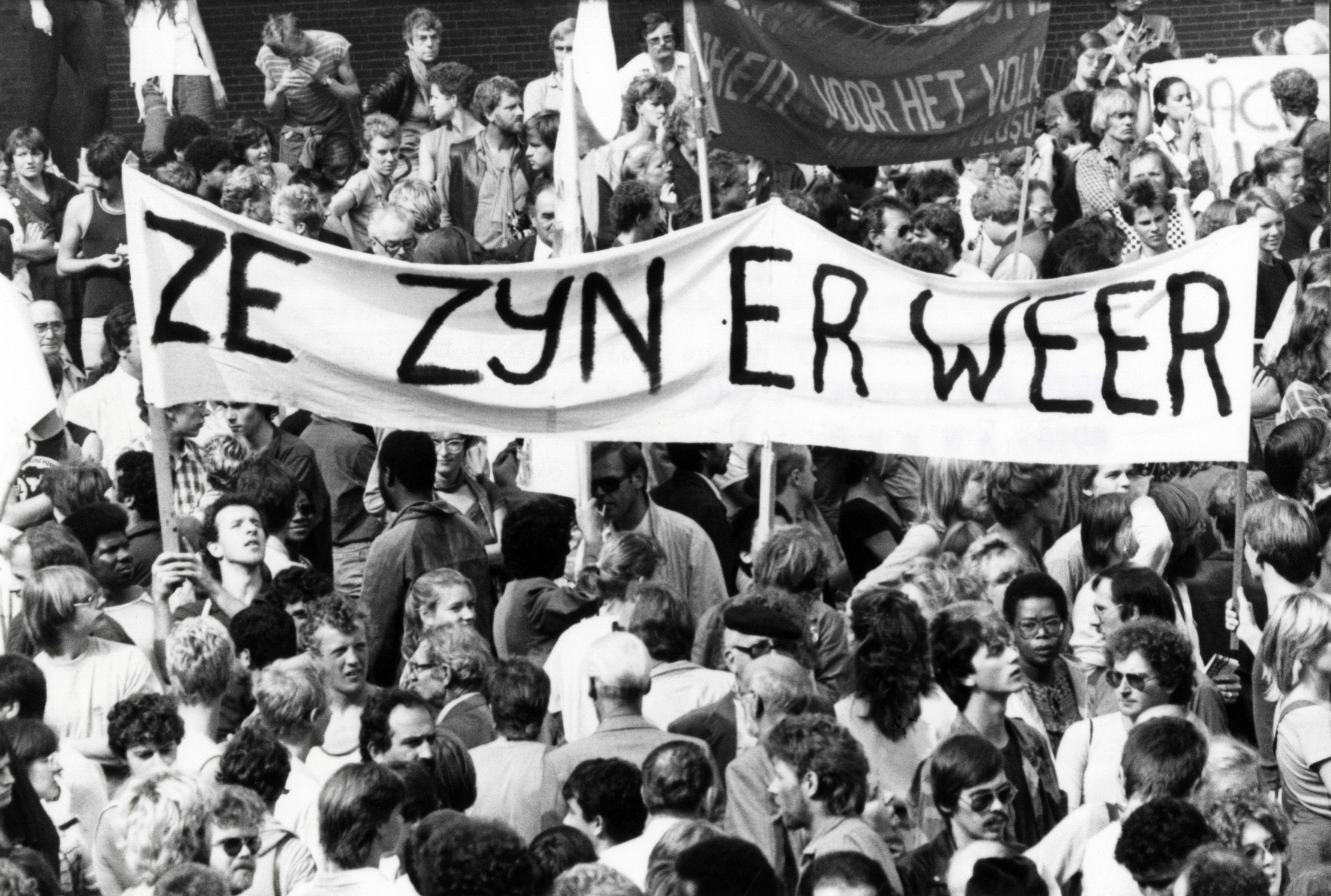
Demonstratie op het Binnenhof in Den Haag (16 september 1982) tegen de komst van de Centrumpartij in de Tweede Kamer. In beeld een groot spandoek met als tekst "ze zijn er weer".

Begin 1981 trok Henry Brookman zich uit de partij terug. Wel bleef hij op de achtergrond tot 1985 nog partijadviseur van het dagelijks bestuur. Op 18 februari 1981 werd een nieuw partijbestuur gekozen met Hans Janmaat als voorzitter en Mart Giesen als secretaris.
De partij ging datzelfde jaar de parlementsverkiezingen in met het verkiezingsprogramma "Niet rechts, niet links", dat het doel van de partij onder meer omschreef als "ons verzet tegen massa-immigratie naar ons overbevolkte land". Lijsttrekker werd Hans Janmaat, bijgestaan door onder meer Nico Konst en oud-PvdA-lid Wim Bruyn. Bij deze Tweede Kamerverkiezingen van 1981 haalde de partij geen zetel.
Na de verkiezingen begon de partij zich voor te bereiden op de Tweede Kamerverkiezingen van 1982. De partij bediende zich van de leuzen "Niet rechts, niet links" en "Nederland is overvol", en profileerde zich nadrukkelijk als een partij die opkwam voor de Nederlandse identiteit en soevereiniteit, maar niet extreem was. De partij vreesde onder meer voor banenverlies aan "goedkope" buitenlanders en bestreed fel de algemeen beleden positieve discriminatie waarvan zij voor autochtone Nederlanders achterstelling bij wonen en werken voorzag. Op den duur werd ontwrichting van de gehele Nederlandse samenleving geducht. Dit sloeg redelijk aan en de partij behaalde bij de verkiezingen 0,8% van de stemmen, wat voldoende was voor één Kamerzetel. Hoewel de verontwaardiging onder sommige Nederlanders groot was, nam voor het eerst sinds de Tweede Wereldoorlog een nationalistisch politicus zitting in de Tweede Kamer: Hans Janmaat. In het parlementaire fractiewerk werd Janmaat op voorspraak van de partijadviseur bijgestaan door Alfred Vierling.

## Verdeeldheid

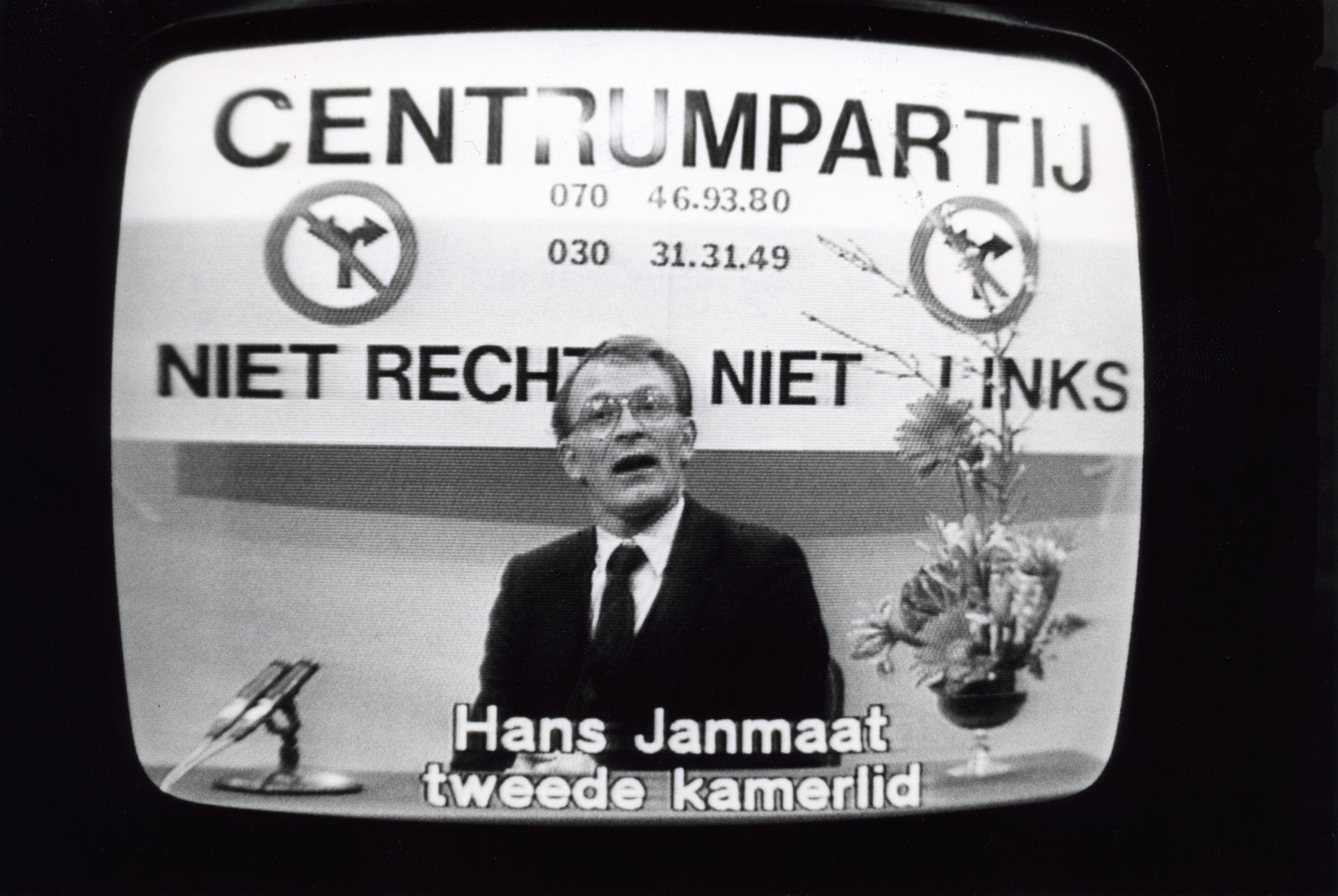
Janmaat, fractievoorzitter van de Centrumpartij, tijdens een televisie-uitzending in de Zendtijd voor Politieke Partijen (9 februari 1984)

In het voorjaar van 1983 wordt voor de jongeren in de partij de vereniging Jonge Geuzen opgericht, waarvan de naam nadrukkelijk wilde verwijzen naar het verzet van de Geuzen tijdens de Tachtigjarige Oorlog en naar een gelijknamige verzetsgroep uit de Tweede Wereldoorlog. De drijvende krachten achter de Jonge Geuzen zijn aanvankelijk Henry Brookman en later Nico Konst en Henk de Wijer.
Vrij kort na de verkiezingen braken binnen de partij meningsverschillen uit over de vraag welke koers de partij moest volgen. De offensief militante opstelling die Nico Konst voor de partij wenste, en zijn veelvuldige forse kritiek op Hans Janmaat brachten van hoog tot laag verdeeldheid en verwarring binnen de besturen. Het electorale succes bleef niettemin aanwezig. De tussenverkiezingen voor de gemeenteraad van Almere op 21 september 1983 leverden 9,16% van de stemmen op, zodat 2 raadszetels bezet konden worden. De Europese Parlementsverkiezingen op 14 juni 1984 onder lijsttrekkerschap van Alfred Vierling was goed voor 134.877 stemmen (2,55%), net geen zetel. Bij verkiezingen voor deelraden in Rotterdam scoorde de partij redelijk wel, resulterend in 7 zetels.
Tijdens het partijcongres te Boekel op 12 mei 1984 legde Janmaat zijn voorzitterschap neer ten gunste van Nico Konst. Partijsecretaris werd Danny Segers. De conflicten binnen de partij liepen nog hoger op. Alhoewel hij als dagelijks bestuurslid herkozen was, moest Mart Giesen wegens met medeweten van Janmaat organiseren van verzet van kringbesturen tegen de aangekondigde harde lijn, als eerste het veld ruimen. Anderhalve maand later, op 15 oktober werd Janmaat door de partij geroyeerd. Hij behield evenwel zijn Tweede-Kamerzetel op persoonlijke titel, zodat de Centrumpartij uit het parlement verdween. Janmaat nam veel medestanders met zich mee naar de door hem op 7 november 1984 opgerichte Centrumdemocraten; vooral de ervaren mensen en oudgedienden. Ook de parlementaire fractiemedewerkers stapten over; bij Vierling waren slechts financiële redenen de drijfveer voor deze overstap.

## Verval
Hierna bleef het bergafwaarts gaan met de partij. Onverwacht voor het partijkader legde Nico Konst zijn pas verworven voorzitterschap in november neer en verliet hij de partij onder druk van zijn werkgever, het Elshof College te Nijmegen. Een politiek offensief van traditionele partijen maakte het de intern sterk verdeelde CP nog moeilijker. Zo werd o.a. het stemrecht ingevoerd voor buitenlandse ingezetenen en werd het aantal vereiste handtekeningen voor inschrijving in een kiesdistrict verhoogd. Ook werden lokale partijkaders ingezet om openbare vergaderingen en demonstraties van de CP te verbieden.
De Centrumpartij bleef na het royement van Janmaat over als vergaarbak voor mensen die zich nergens anders thuis voelden. Interne ruzies over de macht tussen met name de groep rond partijsecretaris Danny Segers en een groep hoofdbestuursleden met als spil Wim Vreeswijk bleven doorgaan, de royementen die aangedragen werden vanuit het partijsecretariaat, waren niet te tellen ("afgeschoten als patrijzen") en door tal van juridische procedures raakte de kas leeg. Tussentijdse Statenverkiezingen voor de nieuwe provincie Flevoland in september 1985 leverden wel één zetel op, maar de kiezersaanhang in de gemeente Almere bleek gehalveerd.
In deze periode was mr. Pim Lier voorzitter. Deze jurist uit Noord-Brabant was in 1979 bij het grote publiek bekend geworden als een buitenechtelijke halfbroer van koningin Juliana. In februari 1986 werd hij, ofschoon enkele maanden eerder nog genomineerd voor het lijsttrekkerschap, op zijn beurt uit de partij gezet.

## Kedichem
De Centrumpartij deed op veel plaatsen mee met de vierjaarlijkse gemeenteraadsverkiezingen op 19 maart 1986. Het resultaat viel tegen: in slechts vijf gemeenten werd elk één zetel behaald. De afgesplitste Centrum Democraten wist nergens een zetel te verkrijgen.
In 1986 volgde een poging tot verzoening met Janmaat, wiens gematigder koers de enige kans op electoraal succes leek. Op initiatief van het pas gekozen Utrechtse gemeenteraadslid Wim Vreeswijk vond op 29 maart een verzoeningsbijeenkomst in een hotel in Kedichem plaats. De bijeenkomst werd echter verstoord door extreemlinkse actievoerders, die onder andere het hotel in brand staken. Hierbij raakte Janmaats latere echtgenote, Wil Schuurman, blijvend invalide.
Tot een verzoening kwam het niet meer. Janmaat deed dat jaar aan de Tweede Kamerverkiezingen mee met zijn partij, de Centrum Democraten. Segers was lijsttrekker voor de Centrumpartij. Geen van beide partijen haalde op 21 mei de kiesdeler en daarmee verdween de Centrumstroming tijdelijk uit de Tweede Kamer. Op 13 mei 1986 was de Centrumpartij failliet verklaard.

## Verkiezingsuitslagen

### Tweede Kamer
| Jaar | Lijsttrekker | Stemmen | %    | Zetels   |
| ---- | ------------ | ------- | ---- | -------- |
| 1981 | Hans Janmaat | 12.242  | 0,14 | 0 / 150  |
| 1982 | Hans Janmaat | 68.423  | 0,83 | 1* / 150 |

- In 1984 verliet Janmaat de Centrumpartij en ging verder als Groep Janmaat

### Europees Parlement
| Jaar | Lijsttrekker    | Stemmen | %    | Zetels |
| ---- | --------------- | ------- | ---- | ------ |
| 1984 | Alfred Vierling | 134.877 | 2,55 | 0 / 25 |

### Provinciale Staten
| Jaar | Lijsttrekker | Stemmen | %    | Zetels             |
| ---- | ------------ | ------- | ---- | ------------------ |
| 1985 | Wim Beaux    | -       | 2,95 | 1 / 39 (Flevoland) |

### Gemeenteraad
| Jaar | Aantal Gemeenten | Stemmen | % | Zetels |
| ---- | ---------------- | ------- | - | ------ |
| 1982 | 5                | -       | - | 5      |
| 1986 | 5                | -       | - | 6      |